# صالحوو (شهرستان چیشمینسکی، باشقیرستان)
صالحوو (انگلیسی: Salikhovo, Chishminsky District, Republic of Bashkortostan) یک شهرک در شهرستان چیشمینسکی در استان باشقیرستان کشور روسیه است.